# Lindsey Collen
Pour les articles homonymes, voir Collen.
Lindsey Collen, née en 1948 à Mquanduli dans le Transkei en Afrique du Sud, est une femme de lettres, syndicaliste et militante anglophone habitant à l'île Maurice depuis 1974. Elle est porte-parole du parti politique LALIT et du mouvement féministe Muvman Liberasyon Fam (MLF). Elle a reçu le Commonwealth Writer’s Prize for Africa en 1994 pour son roman Le Viol de Sita et en 2004 pour son roman Boy. La publication du Viol de Sita a également entrainé l'un des débats les plus passionnés sur la censure religieuse à l'île Maurice.

## Biographie
Fille d'un magistrat blanc et d'une mère aux idées de gauche, Lindsey Collen grandit en plein apartheid. Le métier de son père pousse ses parents et leurs trois enfants à déménager à de nombreuses reprises, principalement dans des villages retirés d'Afrique du Sud,. Elle pratique l'écriture dès l'âge de six ans. Entre l'âge de 12 ans et l'âge de 17 ans, elle est scolarisée dans un pensionnat où elle entame sa première grève de la faim pour contester la qualité de la nourriture servie.
A 17 ans, Lindsey Collen entre à l'Université du Witwaterstrand à Johannesbourg,. Elle obtient une Licence en Littérature spécialisée dans l'œuvre de D.H. Lawrence. Après une année d'étude à New York, elle revient en 1968 à Johannesbourg où elle s'engage pleinement dans la vie militante étudiante et occupe les fonctions de rédactrice en chef de la gazette révolutionnaire étudiante. Elle est arrêtée pour avoir distribué des pamphlets contre l'Etat. Inquiète face à la répression qu'elle subit, elle quitte l'Afrique du Sud pour les Seychelles où elle devient professeur pendant un an et découvre la langue créole. Elle entre ensuite à la London School of Economics de Londres où elle obtient un diplôme en administration sociale,. Son implication dans la vie étudiante lui apporte une forte popularité auprès des autres jeunes. Elle est ensuite employée comme médiatrice par le gouvernement britannique pour expliquer la politique urbaine locale aux populations défavorisées.
En 1974, Lindsey Collen rencontre Ram Seegobin, un médecin et syndicaliste mauricien, à Londres. Elle l'épouse et le suit dans le village de Bambous à l'île Maurice où ils fondent une coopérative de santé. Elle obtient un poste de professeur au collège Bhujoharry de Port-Louis avant d'en être licenciée à cause de son appartenance au syndicat des professeurs.
Lindsey Collen s'engage pleinement dans la politique mauricienne. Elle rejoint le parti politique LALIT fondé en 1982 dont elle siège au Comité central. Elle est également membre du Komite JUSTICE et du groupe Ledikasyon Pu Travayer, une association chargée de la promotion du créole. Elle s'implique dans l’écriture de The Women’s Liberation Movement in Mauritius, un manifeste publié en 1988 par les membres féministes de LALIT et produit par le Muvman Liberasyon Fam (MLF) dont Lindsey Collen est l'une des fondatrices,.
En 1990, Lindsey Collen publie son premier roman en anglais, There is a Tide. Il s'inscrit dans le courant de la littérature post-moderne et reste fortement influencée par l'actualité politique mauricienne. En 1993, elle publie Le Viol de Sita. 72 heures après sa publication, le roman est censuré et interdit à la vente par le gouvernement mauricien qui accuse Lindsey Collen de blasphème et de sacrilège malgré le fait que l'île Maurice soit un Etat laïc. L'héroïne du livre mentionnée dans le titre porte en effet le même nom qu'une figure religieuse hindoue, la déesse Sita,. Le livre déclenche les passions sur l'île et son titre ne peut même pas être reproduit par ses critiques. Lindsey Collen reçoit de nombreuses menaces de mort et de viol. En revanche, le roman attire positivement l'attention de la scène internationale,,,. Lindsey Collen obtient le Commonwealth Writer’s Prize for Africa en 1994 pour le Viol de Sita. En parallèle, les associations Pen International Canada, le Parti des travailleurs socialistes britannique, l'Organisation socialiste internationale australienne et le Comité International contre la Répression français s’insurgent contre la décision du Premier Ministre Anerood Jugnauth de censurer le roman. La Human Rights Watch désigne également Lindsey Collen comme la lauréate de la bourse Hellman-Hammet.